# Більшовик (місцевість)
Більшови́к — житловий масив розташований у південно-західній частині Покровського району Кривого Рогу.

## Загальні відомості
Виник як село Дубова Балка у 50-х рр. ХІХ ст. З початком промислового видобутку руди реформоване в гірниче селище рудника «Дубова балка». Забудовувалося хаотично. Один із центрів революційних подій на Криворіжжі. Назву отримано в 30-х рр. у зв'язку з виникненням рудоуправління «Більшовик».
Розвитку набув у 30, 50-60-х рр. Має 9 вулиць, мешкає 2 тис. осіб.

## Інфраструктура
- Готель «Park House»
- Храм преподобного Сергія Радонезького
- Державний комерційно-економічний технікум
- Психоневрологічний диспансер